# Иосиф (Шаров)
Иосиф (в миру Исидор Шаров; 1688 — после 1765) — строитель Валаамского Спасо-Преображенского мужского монастыря Русской православной церкви и духовный писатель.

## Биография
Исидор Шаров родился 8 мая 1688 года в Ладоге (ныне Старая Ладога) в купеческой семье. 13 марта 1719 года Шаров постригся в монашество в Валаамском монастыре с именем Исидор.
12 февраля 1724 года был назначен строителем Валаамской обители, только что практически уничтоженной пожаром и по справедливости считается одним из восстановителей монастыря.
Сколько времени Исидор Шаров руководил Валаамским Спасо-Преображенским мужским монастырём точно сведений не сохранилось, но известно, что в 1751 году, по прошению строителя Ефрема, Императрица Елизавета Петровна пожаловала 1000 рублей на необходимую починку и постройку монастырских зданий, на церковную утварь и на исправление иконостаса и образов. В 1757 году строитель Ефрем был возведен в сан игумена и на Валааме начался период игуменского правления. Отец Исидор еще упоминается в летописях тех лет, но уже в числе простых иноков Валаамского монастыря.
С 1757 по 1765 год Иосиф (Шаров) был игуменом Зеленецкого-Троицкого монастыря. Более поздних сведений о нём не найдено.
Его перу принадлежит книга: «Несчастное приключение Валаамского монастыря строителя Иосифа Шарова».